# Distúrbios do recrutamento em Nova York

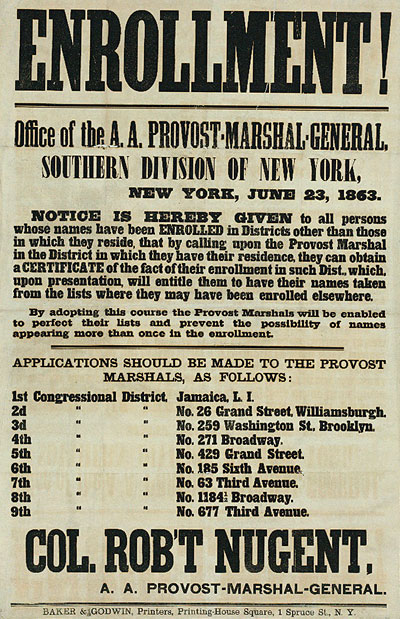
Cartaz de recrutamento para a Lei Militar de recrutamento do governo federal para o recrutamento de tropas para o Exército da União na cidade de Nova York em 23 de junho de 1863

Os distúrbios do recrutamento em Nova York (13 a 16 de julho de 1863), também chamados de distúrbios do recrutamento de Manhattan e conhecidos na época como "Draft Week", foram violentos distúrbios em Lower Manhattan, amplamente considerados como o culminar do descontentamento das classes brancas com as novas leis aprovadas pelo Congresso naquele ano para recrutar homens para lutar na Guerra Civil Americana que estava em curso. Os distúrbios continuam sendo o maior distúrbio urbano civil e com maior carga racial na história americana.
O presidente dos Estados Unidos, Abraham Lincoln, desviou vários regimentos de tropas do exército voluntárias após a Batalha de Gettysburg para controlar a cidade. Os manifestantes eram predominantemente homens brancos da classe trabalhadora que temiam que os homens negros livres estivessem competindo pelo mercado de trabalho e se ressentiam dos homens mais ricos, que podiam pagar os US$ 300 como taxa para não serem alistados no exército.
Inicialmente com a intenção de expressar indignação com a convocação, os protestos se transformaram em motins raciais, com manifestantes brancos, muitos deles imigrantes irlandeses, confrontando cidadãos negros e explodindo em violência por toda a cidade. O número oficial de mortos foi listado em 119 ou 120 pessoas.
Os militares não chegaram à cidade até o segundo dia de tumulto, momento em que as turbas haviam saqueado ou destruído vários prédios públicos, duas igrejas protestantes, as casas de vários abolicionistas ou simpatizantes, muitas casas de negros e o Orfanato de Órfãos de Cor da 44ª Street e Fifth Avenue, que foi totalmente queimada. A demografia da cidade mudou como resultado do motim. Muitos residentes negros deixaram Manhattan permanentemente e muitos se mudaram para o Brooklyn. Em 1865, a população negra havia caído para menos de 11 000 na cidade de Nova York a menor proporção pela primeira vez desde 1820.

## Causas
A economia de Nova York estava ligada ao sul; em 1822, quase metade de suas exportações eram remessas de algodão. Além disso, as fábricas têxteis do interior do estado processavam o algodão. Nova York tinha ligações comerciais tão fortes com o Sul que, em 7 de janeiro de 1861, o prefeito Fernando Wood, um democrata, convocou o Conselho de Vereadores da cidade para "declarar a independência da cidade de Albany e de Washington "; ele disse que "teria todo o apoio unificado dos estados do sul". Quando a União entrou na guerra, a cidade de Nova York tinha muitos simpatizantes do sul.
A cidade também foi um destino permanente de imigrantes. Desde a década de 1840, a maioria era da Irlanda e da Alemanha. Em 1860, quase 25% da população de Nova York era nascida na Alemanha e muitos não falavam inglês. Durante as décadas de 1840 e 1850, jornalistas publicaram relatos sensacionalistas, dirigidos à classe trabalhadora branca, dramatizando os "males" da socialização, relacionamentos e casamentos inter-raciais. Os reformadores juntaram-se ao esforço. Os jornais publicaram retratos depreciativos dos negros e ridicularizaram "as aspirações dos negros por direitos iguais no voto, educação e emprego". Palestras pseudocientíficas sobre frenologia eram populares, embora contrariadas por médicos.
A máquina política do Partido Democrata Tammany Hall vinha trabalhando para inscrever imigrantes como cidadãos americanos para que pudessem votar nas eleições locais. Em março de 1863, com a guerra em andamento, o Congresso aprovou a Lei de Recrutamento, já que mais tropas eram necessárias para o front. Na cidade de Nova York e em outros locais, os novos cidadãos souberam que deveriam se registrar para o alistamento militar para lutar por seu país. Os homens negros foram excluídos do recrutamento porque, em grande parte, não eram considerados cidadãos, e os homens brancos mais ricos podiam pagar por substitutos.
Os cargos políticos de Nova York, incluindo o prefeito, eram historicamente ocupados por democratas antes da guerra, mas a eleição de Abraham Lincoln como presidente demonstrou o aumento do poder político republicano. O recém-eleito prefeito republicano da cidade de Nova York, George Opdyke, foi atolado em escândalos de corrupção nos meses que antecederam os distúrbios. A Proclamação da Emancipação de janeiro de 1863 alarmou grande parte da classe trabalhadora branca em Nova York, que temia que os escravos libertos migrassem para a cidade e aumentassem a competição no mercado de trabalho. Já havia tensões entre trabalhadores negros e brancos desde a década de 1850, principalmente nas docas, com negros e imigrantes livres competindo por empregos de baixa remuneração na cidade. Em março de 1863, estivadores brancos se recusaram a trabalhar com trabalhadores negros e protestaram, atacando 200 homens negros.

## Motins

### Segunda-feira

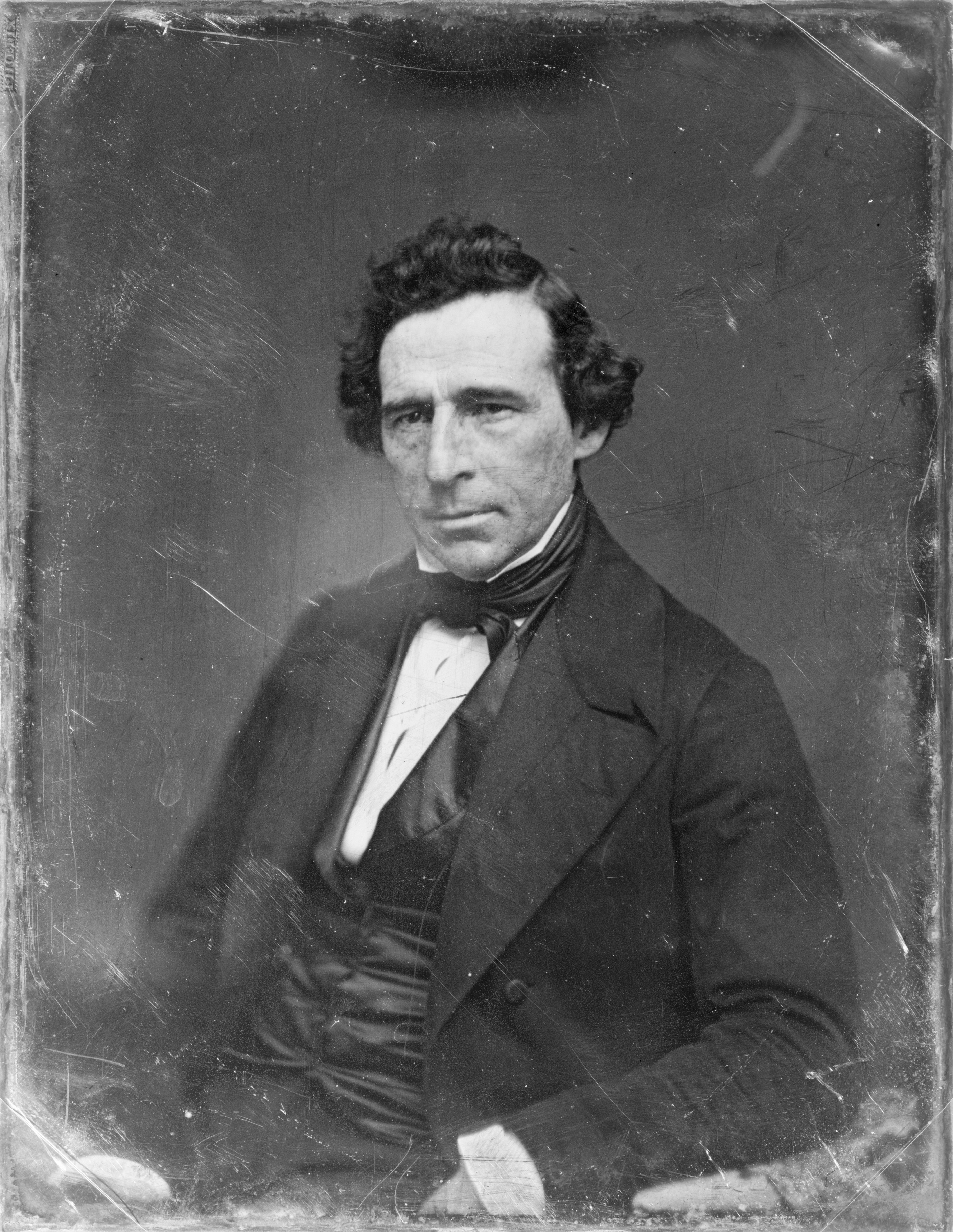
John Alexander Kennedy, superintendente da polícia de Nova York de 1860 a 1870

Houve relatos de distúrbios em Buffalo, Nova York e algumas outras cidades, mas o primeiro sorteio dos números do recrutamento - em 11 de julho de 1863 - ocorreu pacificamente em Manhattan. O segundo sorteio foi realizado na segunda-feira, 13 de julho de 1863, dez dias após a vitória da União em Gettysburg. Às 10 horas, uma multidão furiosa de cerca de 500 pessoas, lideradas per bombeiros voluntários, atacou o gabinete do delegado assistente do Nono Distrito.
A multidão atirou grandes pedras de calçada nas janelas, irrompeu pelas portas e incendiou o prédio. Quando o corpo de bombeiros respondeu, os manifestantes depredaram seus veículos. Outros mataram cavalos que puxavam os bondes. Para evitar que outras partes da cidade sejam notificadas sobre o motim, os manifestantes cortaram as linhas telegráficas.
Uma vez que a Milícia do Estado de Nova York fora enviada para ajudar as tropas da União na Batalha de Gettysburg, o Departamento de Polícia Metropolitana de Nova York foi a única força disponível para suprimir os distúrbios. O Superintendente de Polícia John Kennedy chegou ao local na segunda-feira para verificar a situação. Embora não estivesse de uniforme, as pessoas da multidão o reconheceram e o atacaram. Kennedy ficou quase inconsciente, com o rosto ferido e cortado, o olho ferido, os lábios inchados e a mão cortada fora cortada por uma faca. Ele havia sido espancado até formar uma massa de hematomas e sangue por todo o corpo.
A polícia sacou seus cassetetes e revólveres e atacou a multidão, mas foi derrotada. A polícia estava em grande desvantagem numérica e incapaz de conter os distúrbios, mas manteve os distúrbios fora de Lower Manhattan, e abaixo da Union Square. Habitantes em torno das áreas do South Street Seaport e Five Points, se abstiveram de se envolver nos distúrbios. A 19ª Companhia/1º Batalhão do Exército dos EUA, que fazia parte da Guarda Provost, tentou dispersar a multidão com uma salva de tiros, mas foram atacados pela multidão e sofreram mais de 14 feridos e 1 soldado desaparecido.

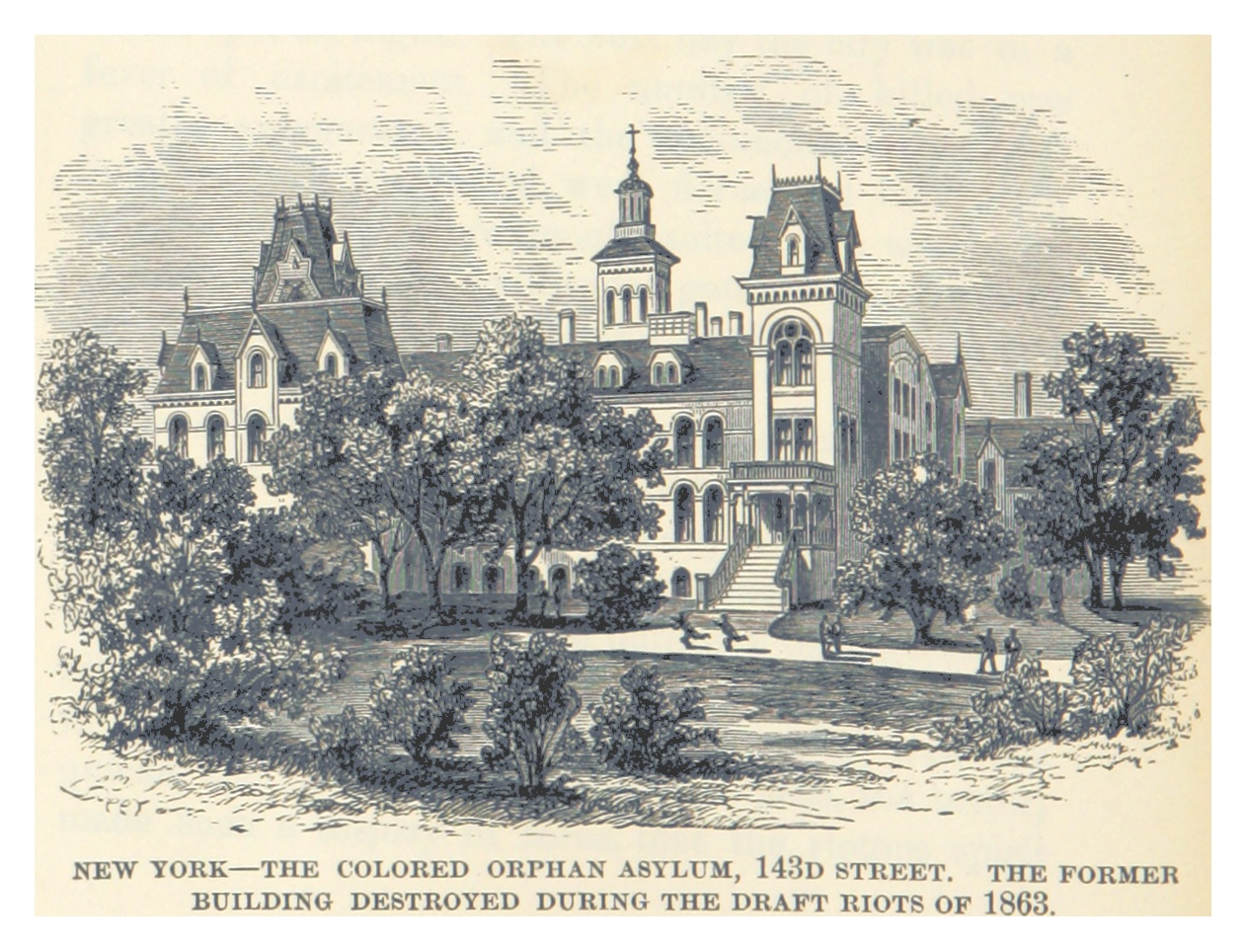
O Orfanato de Órfãos de Cor que foi incendiado.

O hotel Bull's Head, que se recusou a fornecer álcool para a multidão, foi incendiado. A residência do prefeito na Quinta Avenida foi poupada. As delegacias de polícia do Oitavo e Quinto Distrito e outros edifícios foram atacados e incendiados. Outros alvos incluíam o escritório do New York Times mas ali a multidão foi repelida por funcionários do jornal que usaram metralhadoras Gatling, incluindo o fundador do Times, Henry Jarvis Raymond. Companhias de bombeiros responderam aos incêndios, mas alguns bombeiros foram simpáticos aos manifestantes porque eles também foram convocados. O New York Tribune foi atacado, saqueado e queimado; até a polícia chegar e extinguir as chamas, dispersando a multidão. No final da tarde, as autoridades atiraram e mataram um homem enquanto uma multidão atacava o arsenal na Segunda Avenida. A multidão quebrou todas as janelas com pedras do pavimento arrancadas da rua. A multidão espancou, torturou e / ou matou numerosos negros, incluindo um homem que foi atacado por uma multidão de 400 pessoas com porretes e pedras do pavimento, depois foi linchado, enforcado em uma árvore e incendiado.
O Orfanato de Órfãos de Cor na 43rd Street e Fifth Avenue, que fornecia abrigo para 233 crianças, foi atacado por uma multidão por volta das 16 horas composta por vários milhares de pessoas, incluindo muitas mulheres e crianças, onde as mesmas saquearam o prédio roubando sua comida e suprimentos. No entanto, a polícia conseguiu proteger o orfanato por tempo suficiente para permitir que os órfãos escapassem antes que o prédio pegasse fogo. Em todas as áreas de tumulto, turbas atacaram e mataram numerosos negros e destruíram suas casas e negócios conhecidos, como a farmácia de James McCune Smith, considerada a primeira de propriedade de um negro nos Estados Unidos.

### terça-feira
Uma forte chuva caiu na noite de segunda-feira, ajudando a diminuir os incêndios e mantendo os rebeldes em suas casas, mas a multidão voltou no dia seguinte. Os manifestantes incendiaram a casa de Abby Gibbons, uma reformadora de prisões e a filha do abolicionista Isaac Hopper. Eles também atacaram brancos, como a Ann Derrickson e Ann Martin, duas mulheres brancas que eram casadas com homens negros, e Mary Burke, uma prostituta branca que atendia homens negros.
O governador Horatio Seymour chegou na terça-feira e falou na Prefeitura, onde tentou acalmar a multidão proclamando que a Lei de Conscrição era inconstitucional. O general John E. Wool trouxe cerca de 800 soldados e fuzileiros navais para retornar Nova York.

### Quarta-feira e quinta-feira: Ordem restaurada
A situação melhorou na quarta-feira, quando o militar Robert Nugent recebeu ordem de seu oficial superior, o coronel James Barnet Fry, para adiar o recrutamento. Quando esta notícia apareceu nos jornais, alguns manifestantes ficaram em casa e as milícias começaram a retornar e tomaram medidas severas contra as turbas restantes.
A ordem começou a ser restaurada na quinta-feira. A Milícia do Estado de Nova York e algumas tropas federais foram devolvidas a Nova York. Em 16 de julho, havia vários milhares de milícias e tropas federais na cidade.
Um confronto final ocorreu na noite de quinta-feira perto de Gramercy Park. De acordo com Adrian Cook, doze pessoas morreram no último dia dos distúrbios em escaramuças entre manifestantes, a polícia e o Exército.

## Rescaldo
O número exato de mortos durante os distúrbios do recrutamento em Nova York é desconhecido, mas de acordo com o historiador James M. McPherson, 119 ou 120 pessoas foram mortas. Onze negros foram mortos na violência. A violência de estivadores contra homens negros foi especialmente violenta na área das docas:
Ao todo, onze negros foram enforcados em cinco dias. Entre os negros assassinados estava o sobrinho de sete anos do primeiro sargento Robert John Simmons.
As estimativas mais confiáveis indicam que pelo menos 2 000 pessoas ficaram feridas. Herbert Asbury, autor do livro de 1928 Gangues de Nova York, no qual o filme de 2002 foi baseado, coloca o número muito mais alto, com 2 000 mortos e 8 000 feridos, um número que alguns contestam. O dano total à propriedade foi de cerca de US$ 1-5 milhões (equivalente a US$ 16,7 milhões - $ 83,7 milhões em 2019). O tesouro da cidade posteriormente indenizou um quarto do montante.
Durante os tumultos, os proprietários, temendo que a turba destruísse seus prédios, expulsaram os moradores negros de suas casas. Como resultado da violência contra eles, centenas de negros deixaram Nova York, incluindo o médico James McCune Smith e sua família, mudando-se para Williamsburg, Brooklyn ou Nova Jersey.
A elite branca em Nova York se organizou para fornecer alívio às vítimas negras da rebelião, ajudando-as a encontrar um novo trabalho e casa. O Union League Club e o Comitê de Comerciantes para Socorro de Pessoas de Cor forneceu cerca de US$ 40 000 a 2 500 vítimas dos distúrbios. Em 1865, a população negra na cidade havia caído para menos de 10 000, a mais baixa desde 1820. Os motins da classe trabalhadora branca mudaram a demografia da cidade, e os residentes brancos exerceram seu controle no local de trabalho; eles se tornaram "inequivocamente divididos" da população negra.
Em 19 de agosto, o governo retomou o recrutamento em Nova York. Foi concluído em 10 dias sem mais incidentes. Menos homens foram recrutados do que os temidos pela classe trabalhadora branca: dos 750 000 selecionados em todo o país para o recrutamento, apenas cerca de 45 000 foram enviados para o serviço ativo.
Os democratas de Tammany Hall não buscaram que o projeto de recrutamento fosse declarado inconstitucional, mas ajudaram a pagar as taxas de comutação para aqueles que foram convocados.
Em dezembro de 1863, o Union League Club recrutou mais de 2 000 soldados negros, os equipou e treinou, enviando homens para um desfile pela cidade até as docas do Rio Hudson em março de 1864. Uma multidão de 100 000 assistiu à procissão, liderada pela polícia e membros do Union League Club, tal demonstração de força ajudou a acalmar os ânimos da cidade.
O apoio de Nova York à causa da União continuou, embora a contragosto, e gradualmente as simpatias sulistas diminuíram na cidade. Os bancos de Nova York acabaram financiando a Guerra Civil, e as indústrias do estado eram mais produtivas do que as de toda a Confederação. No final da guerra, mais de 450 000 soldados, marinheiros e milícias haviam se alistado no estado de Nova York, que era o estado mais populoso da época. Um total de 46 000 militares do estado de Nova York morreram durante a guerra, mais por doença do que por ferimentos, como era típico da maioria dos combatentes.